# الکسی فریدمان
الکسی فریدمان (انگلیسی: Alexei Fridman؛ زاده ۱۷ فوریهٔ ۱۹۴۰ درگذشته ۲۹ اکتبر ۲۰۱۰) یک دانشمند اهل روسیه بود.

## زندگی
الکسی فریدمان در ۱۷ فوریه ۱۹۴۰ در مسکو به دنیا آمد. او در یک مؤسسه نجوم در روسیه کار کرد.